# Wang Zhiqiang
Wang Zhiqiang (chinesisch 王志强, Pinyin Wáng Zhìqiáng; * 17. Januar 1986) ist ein ehemaliger chinesischer Eishockeyspieler, der zuletzt bis 2010 bei den China Sharks in der Asia League Ice Hockey spielte.

## Karriere
Wang Zhiqiang begann seine Karriere in der Mannschaft aus Qiqihar, mit der er 2004 chinesischer Landesmeister wurde. Ab 2004 spielte er mit der Mannschaft, die sich in der Saison 2006/07 Changchun Fu'ao nannte, in der Asia League Ice Hockey. Nachdem sich das Team 2007 mit der Mannschaft Hosa zusammenschloss, spielte er fortan für das Fusionsprodukt China Sharks, wo er 2010 seine Karriere beendete.

### International
Im Juniorenbereich spielte Wang für China zunächst bei der U18-Weltmeisterschaft der Asien-Ozeanien-Division 2002. Mit der chinesischen U20-Auswahl nahm er an der U20-Weltmeisterschaft 2004 in der Division III sowie bei den Weltmeisterschaften der Division II 2005 und 2006.
Für die chinesische Herren-Auswahl spielte Wang Zhiqiang bei den Weltmeisterschaften der Division II 2006, 2008, als er gemeinsam mit den Australiern Greg Oddy und Lliam Webster Torschützenkönig des Turniers wurde, und 2010, als er zwar zum Kader gehörte, aber nicht eingesetzt wurde. 2007 stand er in der Division I im Aufgebot der Mannschaft aus dem Reich der Mitte.

## Erfolge und Auszeichnungen
- 2002 Aufstieg in die Division III bei der U18-Weltmeisterschaft der Asien-Ozeanien-Division
- 2004 Chinesischer Meister mit der Mannschaft aus Qiqihar
- 2004 Aufstieg in die Division II bei der U20-Weltmeisterschaft der Division III
- 2006 Aufstieg in die Division I bei der Weltmeisterschaft der Division II, Gruppe B
- 2008 Torschützenkönig bei der Weltmeisterschaft der Division II, Gruppe B

## Asia-League-Statistik
(Stand: Ende der Saison 2009/10)